# Vicente Cantatore
Vicente Cantatore (Rosario, 1935. október 6. – Valladolid, Spanyolország, 2021. január 15.) argentin labdarúgó, fedezet, edző.

## Pályafutása

### Játékosként
A Talleres de Córdoba csapatában kezdte a labdarúgást. 1955 és 1958 között a San Lorenzo, 1959-ben a Tigre labdarúgója volt. Ezt követően Chilében játszott a Rangers de Talca együttesében, majd 1963 és 1969 között a Santiago Wanderers, 1973-ban a Deportes Concepción játékosa volt. A Santiago Wanderers csapatával 1968-ban chilei bajnok lett.

### Edzőként
Chilében a Lota Schwager csapatánál kezdte edzői pályafutását. 1980 és 1984 között a Cobreola vezetőedzője volt és két bajnoki címet nyert a csapattal (1980, 1982). 1984-ben a chilei válogatott szövetségi kapitányaként dolgozott. 1985-ben Spanyolországban vállalt munkát. 1985–86-ban illetve 1987 és 1989 között a Real Valladolid, 1989 és 1991 között a Sevilla vezetőedzője volt. 1991 és 1994 között ismét Dél-Amerikában tevékenykedett. 1991–92-ben a chilei Universidad Católica, 1993-ban az argentin Rosario Central, 1994-ben a Colo-Colo szakmai munkáját irányította. Az Universidad Católicával 1991-ben chileikupa-győztes lett. 1994-ben visszatért Spanyolországba. 1994–95-ben a Tenerife, 1996–97-ben ismét a Real Valladolid, 1997-ben a portugál Sporting, 1998-ban a Real Betis, 2000–01-ben a Sporting de Gijón vezetőedzője volt.

## Sikerei, díjai

### Játékosként
Santiago Wanderers
- Chilei bajnokság
  - bajnok: 1968

### Edzőként
- Premio Don Balón (1996–97, legjobb edző)

 Cobreola
- Chilei bajnokság
  - bajnok (2): 1980, 1982

 Universidad Católica
- Chilei kupa
  - győztes: 1991